# Ностра-Синьора-ди-Гвадалупе-э-Сан-Филиппо-Мартире-ин-Виа-Аурелия (титулярная церковь)
Титулярная церковь Ностра-Синьора-ди-Гвадалупе-э-Сан-Филиппо-Мартире-ин-Виа-Аурелия (лат. Titulus Dominae Nostrae de Guadalupe et Sancti Philippi martyris in Via Aurelia) — титулярная церковь была создана Папой Иоанном Павлом II 28 июня 1991 года. Титул принадлежит базилике Ностра-Синьора-ди-Гвадалупе-э-Сан-Филиппо-Мартире-ин-Виа-Аурелия, расположенной в пригороде Рима Аурелио, на виа Аурелиа. 

## Список кардиналов-священников титулярной церкви Ностра-Синьора-ди-Гвадалупе-э-Сан-Филиппо-Мартире-ин-Виа-Аурелия
- Хуан Хесус Посадас Окампо — (28 июня 1991 — 24 мая 1993, до смерти);
- Хуан Сандоваль Иньигес — (26 ноября 1994 — по настоящее время).